# Рушковиця
Рушковиця (хорв. Ruškovica) — населений пункт у Хорватії, в Сисацько-Мославинській жупанії у складі громади Велика Лудина.

## Населення
Населення за даними перепису 2011 року становило 56 осіб.
Динаміка чисельності населення поселення:

## Клімат
Середня річна температура становить 10,99 °C, середня максимальна – 24,54 °C, а середня мінімальна – -4,91 °C. Середня річна кількість опадів – 875 мм.
| Клімат поселення                              | Клімат поселення | Клімат поселення | Клімат поселення | Клімат поселення | Клімат поселення | Клімат поселення | Клімат поселення | Клімат поселення | Клімат поселення | Клімат поселення | Клімат поселення | Клімат поселення | Клімат поселення |
| Показник                                      | Січ.             | Лют.             | Бер.             | Квіт.            | Трав.            | Черв.            | Лип.             | Серп.            | Вер.             | Жовт.            | Лист.            | Груд.            |                  |
| Середній максимум, °C                         | 6,68             | 8,39             | 12,39            | 16,77            | 21,45            | 24,54            | 23,42            | 23,22            | 19,21            | 14,38            | 9,02             | 4,89             |                  |
| Середня температура, °C                       | 0,88             | 2,58             | 6,60             | 10,97            | 15,66            | 18,73            | 20,47            | 20,26            | 16,26            | 11,44            | 6,07             | 1,93             |                  |
| Середній мінімум, °C                          | −4,91            | −3,22            | 0,79             | 5,18             | 9,86             | 12,94            | 17,52            | 17,31            | 13,30            | 8,46             | 3,11             | −1,01            |                  |
| Норма опадів, мм                              | 52               | 50               | 58               | 69               | 79               | 93               | 80               | 83               | 78               | 79               | 86               | 68               |                  |
| Середньомісячна швидкість вітру, м/с          | 2.01             | 2.22             | 2.61             | 2.44             | 2.26             | 2.06             | 2.01             | 1.84             | 1.90             | 1.96             | 2.03             | 2.03             |                  |
| Середньомісячна сонячна радіація, кДж/м²·день | 4247             | 7000             | 10740            | 15172            | 19373            | 21366            | 22499            | 19458            | 14448            | 8999             | 4756             | 3448             |                  |
| --------------------------------------------- | ---------------- | ---------------- | ---------------- | ---------------- | ---------------- | ---------------- | ---------------- | ---------------- | ---------------- | ---------------- | ---------------- | ---------------- | ---------------- |
| Джерело:                                      |                  |                  |                  |                  |                  |                  |                  |                  |                  |                  |                  |                  |                  |